# Dijon Football Côte-d'Or 2021-2022 (femminile)
Questa voce raccoglie le informazioni riguardanti il Dijon Football Côte-d'Or nelle competizioni ufficiali della stagione 2021-2022.

## Divise e sponsor
La tenuta di gioco è la stessa indossata dalla squadra maschile del Digione.
| Casa | Trasferta | 3ª divisa |

## Organigramma societario
Area tecnica
- Allenatore: Christophe Forest
- Vice allenatore: Pierre-Alain Picard
- Preparatore dei portieri: Pierre-Henry Coulon
- Preparatore atletico: Gaëlyann Rodot
- Medico sociale: Marie Chevillard

## Rosa
Rosa, ruoli e numeri di maglia tratti dal sito societario, integrati da Footofeminin.fr, aggiornati al 4 febbraio 2022.
| N. |                        | Ruolo | Calciatrice       |
| -- | ---------------------- | ----- | ----------------- |
| 1  | Belgio (bandiera)      | P     | Lisa Lichtfus     |
| 3  | Francia (bandiera)     | D     | Marie-Jo Girardot |
| 4  | Francia (bandiera)     | D     | Léna Goetsch      |
| 5  | Francia (bandiera)     | C     | Hélène Fercocq    |
| 7  | Francia (bandiera)     | C     | Solène Barbance   |
| 8  | Francia (bandiera)     | C     | Léa Declercq      |
| 9  | Nigeria (bandiera)     | A     | Desire Oparanozie |
| 10 | Francia (bandiera)     | D     | Ophélie Cuynet    |
| 11 | Francia (bandiera)     | A     | Hawa Sangaré      |
| 12 | Francia (bandiera)     | A     | Mylaine Tarrieu   |
| 13 | Francia (bandiera)     | C     | Coline Stephen    |
| 14 | Inghilterra (bandiera) | C     | Jenna Dear        |

| N. |                    | Ruolo | Calciatrice         |
| -- | ------------------ | ----- | ------------------- |
| 15 | Francia (bandiera) | D     | Noémie Carage       |
| 16 | Francia (bandiera) | P     | Solène Durand       |
| 17 | Francia (bandiera) | A     | Rose Lavaud         |
| 18 | Francia (bandiera) | A     | Inés Barrier        |
| 20 | Nigeria (bandiera) | A     | Esther Sunday       |
| 22 | Russia (bandiera)  | C     | Ekaterina Tyryškina |
| 29 | Francia (bandiera) | D     | Elody Salaün        |
| 30 | Francia (bandiera) | P     | Laura Prieur        |
| 32 | Francia (bandiera) | D     | Alicia Soleilhet    |
| 33 | Francia (bandiera) | C     | Coralie Delacellery |
| 34 | Francia (bandiera) | C     | Lisa Nicot          |

## Calciomercato

### Sessione estiva
| Acquisti | Acquisti            | Acquisti       | Acquisti   |
| R.       | Nome                | da             | Modalità   |
| -------- | ------------------- | -------------- | ---------- |
| P        | Solène Durand       | Guingamp       | definitivo |
| P        | Lisa Lichtfus       | Standard Liegi | definitivo |
| C        | Jenna Dear          | Fleury         | definitivo |
| C        | Ekaterina Tyryškina | Le Havre       | definitivo |

| Cessioni | Cessioni       | Cessioni            | Cessioni      |
| R.       | Nome           | a                   | Modalità      |
| -------- | -------------- | ------------------- | ------------- |
| P        | Myléne Chavas  | Bordeaux            | definitivo    |
| P        | Maryne Gignoux | Saint-Étienne       | definitivo    |
| D        | Océane Daniel  | Issy                | definitivo    |
| C        | Élise Bonet    | Saint-Étienne       | definitivo    |
| C        | Léa Khelifi    | Paris Saint-Germain | fine prestito |
| C        | Élodie Nakkach | Servette Chênois    | definitivo    |

### Sessione invernale
| Acquisti | Acquisti     | Acquisti            | Acquisti    |
| R.       | Nome         | da                  | Modalità    |
| -------- | ------------ | ------------------- | ----------- |
| A        | Hawa Sangaré | Paris Saint-Germain | in prestito |

| Cessioni | Cessioni | Cessioni | Cessioni |
| R.       | Nome     | a        | Modalità |
| -------- | -------- | -------- | -------- |
|          |          |          |          |

## Risultati

### Division 1

#### Girone di andata
| Arbitro: | Guillot |

|                    |           |                              |
| Schmitz 73’ (aut.) | Marcatori | 23’ Petermann 90+2’ Puntigam |

| Arbitro: | Laur |

|  |           |                             |
|  | Marcatori | 20’ Declercq 49’ Oparanozie |

| Arbitro: | Elbour |

|                                                |           |  |
| Macario 3’, 37’ Malard 36’ Bruun 47’, 67’, 78’ | Marcatori |  |

| Arbitro: | Rochebilière |

|  |           |                                            |
|  | Marcatori | 4’, 25’ Okoronkwo 52’ Caputo 83’ Chaumette |

| Arbitro: | Vanderstichel |

|           |           |                     |
| Gadéa 51’ | Marcatori | 24’, 52’ Oparanozie |

| Arbitro: | Rochebilière |

|  |           |              |
|  | Marcatori | 29’ Barbance |

| Arbitro: | Gerbel |

|  |           |                                         |
|  | Marcatori | 24’ Diani 58’ (aut.) Goetsch 60’ Katoto |

| Arbitro: | Benmahammed |

|              |           |          |
| Dumornay 29’ | Marcatori | 43’ Dear |

| Arbitro: | Vanderstichel |

|  |           |                  |
|  | Marcatori | 53’ Sow 80’ Sarr |

| Arbitro: | Siham Benmahammed |

|           |           |                |
| Gomes 14’ | Marcatori | 44’ Oparanozie |

| Arbitro: | Laur |

|                |           |            |
| Oparanozie 19’ | Marcatori | 52’ Mansuy |

#### Girone di ritorno
| Arbitro: | Charlène Laur |

|                                                     |           |  |
| Geyoro 2’ Katoto 15’, 42’ Baltimore 58’ Däbritz 70’ | Marcatori |  |

| Digione 8 febbraio 2022, ore 18:30 CET 13ª giornata | Digione | 0 – 0 referto | Fleury | Stade des Poussots (388 spett.)\| Arbitro: \| Beyer \| |
| Arbitro:                                            | Beyer   |               |        |                                                        |

| Arbitro: | Benmahammed |

|  |           |            |
|  | Marcatori | 42’ Tandia |

| Arbitro: | Gerbel |

|                                 |           |  |
| Robert 45’ Petermann 61’ (rig.) | Marcatori |  |

| Arbitro: | Laur |

|  |           |           |
|  | Marcatori | 73’ Louis |

| Arbitro: | Emeline Rochebilière |

|  |           |                            |
|  | Marcatori | 9’, 35’ Macario 61’ Malard |

| Arbitro: | Beyer |

|                        |           |                       |
| Chaumette 16’ Gago 72’ | Marcatori | 26’ Dear 90’ Declercq |

| Arbitro: | Siham Benmahammed |

|  |           |                       |
|  | Marcatori | 15’ Snoeijs 32’ Gomes |

| Arbitro: | Benmahammed |

|                                         |           |  |
| Traoré 48’ Cambot 68’, 79’ Peniguel 84’ | Marcatori |  |

| Arbitro: | Benmahammed |

|                   |           |                        |
| Declercq 28’, 49’ | Marcatori | 44’ Louis 72’ Dumornay |

| Arbitro: | Charlène Laur |

|                       |           |  |
| Bourdieu 15’ Sarr 49’ | Marcatori |  |

### Coppa di Francia
| Arbitro: | Clémence Gonçalves |

|  |                      |  |
|  | Tiri di rigore 4 – 5 |  |

## Statistiche

### Statistiche di squadra
| Competizione     | Punti | In casa | In casa | In casa | In casa | In casa | In casa | In trasferta | In trasferta | In trasferta | In trasferta | In trasferta | In trasferta | Totale | Totale | Totale | Totale | Totale | Totale | DR  |
| Competizione     | Punti | G       | V       | N       | P       | Gf      | Gs      | G            | V            | N            | P            | Gf           | Gs           | G      | V      | N      | P      | Gf     | Gs     | DR  |
| ---------------- | ----- | ------- | ------- | ------- | ------- | ------- | ------- | ------------ | ------------ | ------------ | ------------ | ------------ | ------------ | ------ | ------ | ------ | ------ | ------ | ------ | --- |
| Division 1       | 15    | 11      | 0       | 3       | 8       | 4       | 21      | 11           | 3            | 3            | 5            | 9            | 24           | 22     | 3      | 6      | 13     | 13     | 45     | -32 |
| Coppa di Francia | -     | 1       | 0       | 1       | 0       | 0       | 0       | -            | -            | -            | -            | -            | -            | 1      | 0      | 1      | 0      | 0      | 0      | 0   |
| Totale           | -     | 12      | 0       | 4       | 8       | 4       | 21      | 11           | 3            | 3            | 5            | 9            | 24           | 23     | 3      | 7      | 13     | 13     | 45     | -32 |

### Andamento in campionato
| Giornata  | 1 | 2 | 3 | 4  | 5 | 6 | 7 | 8 | 9 | 10 | 11 | 12 | 13 | 14 | 15 | 16 | 17 | 18 | 19 | 20 | 21 | 22 |
| --------- | - | - | - | -- | - | - | - | - | - | -- | -- | -- | -- | -- | -- | -- | -- | -- | -- | -- | -- | -- |
| Luogo     | C | T | T | C  | T | T | C | T | C | T  | C  | T  | C  | C  | T  | C  | C  | T  | C  | T  | C  | T  |
| Risultato | P | V | P | P  | V | V | P | N | P | N  | N  | P  | N  | P  | P  | P  | P  | N  | P  | P  | N  | P  |
| Posizione | 8 | 6 | 7 | 10 | 7 | 4 | 7 | 7 | 7 | 8  | 8  | 8  | 8  | 8  | 8  | 8  | 8  | 8  | 8  | 9  | 9  | 10 |

Legenda:

Luogo: C = Casa; T = Trasferta. Risultato: V = Vittoria; N = Pareggio; P = Sconfitta.

### Statistiche delle giocatrici
| Giocatore      | Division 1 | Division 1 | Division 1  | Division 1 | Coppa di Francia | Coppa di Francia | Coppa di Francia | Coppa di Francia | Totale   | Totale | Totale      | Totale     |
| Giocatore      | Presenze   | Reti       | Ammonizioni | Espulsioni | Presenze         | Reti             | Ammonizioni      | Espulsioni       | Presenze | Reti   | Ammonizioni | Espulsioni |
| -------------- | ---------- | ---------- | ----------- | ---------- | ---------------- | ---------------- | ---------------- | ---------------- | -------- | ------ | ----------- | ---------- |
| S. Barbance    | 20         | 1          | 2           | 0          | 1                | 0                | 0                | 0                | 21       | 1      | 2           | 0          |
| I. Barrier     | 9          | 0          | 0           | 0          | -                | -                | -                | -                | 9        | 0      | 0           | 0          |
| N. Carage      | 22         | 4          | 0           | 0          | 1                | 0                | 0                | 0                | 23       | 4      | 0           | 0          |
| O. Cuynet      | 9          | 0          | 2           | 0          | 1                | 0                | 0                | 0                | 10       | 0      | 2           | 0          |
| J. Dear        | 18         | 2          | 3           | 0          | 1                | 0                | 0                | 0                | 19       | 2      | 3           | 0          |
| L. Declercq    | 22         | 4          | 0           | 0          | 1                | 0                | 0                | 0                | 23       | 4      | 0           | 0          |
| C. Delacellery | 0          | 0          | 0           | 0          | -                | -                | -                | -                | 0        | 0      | 0           | 0          |
| S. Durand      | 17         | -29        | 2           | 0          | 0                | 0                | 0                | 0                | 17       | -29    | 2           | 0          |
| L. Feddaoui    | 0          | 0          | 0           | 0          | -                | -                | -                | -                | 0        | 0      | 0           | 0          |
| H. Fercocq     | 22         | 0          | 2           | 0          | 1                | 0                | 0                | 0                | 23       | 0      | 2           | 0          |
| M-J. Girardot  | 4          | 0          | 3           | 0          | 1                | 0                | 0                | 0                | 5        | 0      | 3           | 0          |
| L. Goetsch     | 21         | 0          | 1           | 0          | 1                | 0                | 0                | 0                | 22       | 0      | 1           | 0          |
| R. Lavaud      | 22         | 0          | 2           | 0          | 1                | 0                | 0                | 0                | 23       | 0      | 2           | 0          |
| L. Lichtfus    | 6          | -16        | 0           | 0          | 1                | 0                | 0                | 0                | 7        | -16    | 0           | 0          |
| L. Nicot       | 2          | 0          | 0           | 0          | -                | -                | -                | -                | 2        | 0      | 0           | 0          |
| D. Oparanozie  | 9          | 5          | 1           | 0          | -                | -                | -                | -                | 9        | 5      | 1           | 0          |
| L. Prieur      | 0          | 0          | 0           | 0          | -                | -                | -                | -                | 0        | 0      | 0           | 0          |
| E. Salaün      | 22         | 0          | 2           | 0          | 0                | 0                | 0                | 0                | 22       | 0      | 2           | 0          |
| H. Sangaré     | 11         | 0          | 0           | 0          | -                | -                | -                | -                | 11       | 0      | 0           | 0          |
| A. Soleilhet   | 3          | 0          | 0           | 0          | 0                | 0                | 0                | 0                | 3        | 0      | 0           | 0          |
| C. Stephen     | 21         | 0          | 0           | 0          | 1                | 0                | 0                | 0                | 22       | 0      | 0           | 0          |
| E. Sunday      | 10         | 0          | 1           | 0          | 1                | 0                | 0                | 0                | 11       | 0      | 1           | 0          |
| M. Tarrieu     | 18         | 0          | 1           | 0          | 1                | 0                | 0                | 0                | 19       | 0      | 1           | 0          |
| L. Troncin     | 0          | 0          | 0           | 0          | -                | -                | -                | -                | 0        | 0      | 0           | 0          |
| E. Tyryškina   | 13         | 0          | 0           | 0          | -                | -                | -                | -                | 13       | 0      | 0           | 0          |
| M. Yetna       | 1          | 0          | 0           | 0          | -                | -                | -                | -                | 1        | 0      | 0           | 0          |